# Рубленик Іван Михайлович
Іван Михайлович Рубленик (08.06.1938, с. Сновидів Бучацького району Тернопільської області, Україна 15.01.2019, м. Чернівці) — доктор медичних наук, професор Буковинського державного медичного університету, заслужений працівник народної освіти України.

## Біографія
Народився 8 червня 1938 року в с Сновидів Бучацького району Тернопільської області. Закінчив Тернопільський медичний інститут (1961) та аспірантуру при кафедрі ортопедії і травматології Київського медичного інституту (1967). До 1964 року працював хірургом медсанчастини шахти «Никанор» в м. Зорянськ Ворошиловградської області. З 1967 року — асистент кафедри травматології, ортопедії та військово-польової хірургії, з 1986-го — завідувач кафедри травматології, ортопедії та нейрохірургії, з 2005-го — професор кафедри травматології, ортопедії та нейрохірургії Буковинсь¬кого державного медичного університету. З 2007 року — науковий консультант українсько-шведської клініки «Ангельхольм».

## Наукова діяльність
Кандидат медичних наук (1967), доцент (1984), доктор медичних наук (1985), професор (1986). Напрями наукових досліджень: Розробка та обґрунтування нових методів лікування та реабілітації хворих з переломами кісток та їх наслідками. Автор 242 наукових праць, зокрема, 1 монографії, 32 авторських свідоцтв та патентів на винаходи. Підготував 1 доктора та 7 кандидатів наук.

## Основні наукові праці
- Рубленик И. М. Изучение возможности применения полиамида-12 для остеосинтеза(Эспериментально-клиническое исследование)//Ортопед., травматол. — 1975. — № 2. — С 39 3.
- Рубленик И. М. Остеосинтез косых и винтообразных переломов длинных трубчатых хостеп фихса-торами из полиамида-121/Вест. хирургии. — 1978. — № 8. — С. 29-31.

## Відзнаки, нагороди
- Почесна Грамота Президії Верховної Ради УРСР (1991).
- Заслужений працівник народної освіти України.
- Медаль «Ветеран праці»
- Відмінник охорони здоров'я України.
- Відмінник вищої школи України.